# شرکت بیمه اتکایی کره
شرکت بیمه اتکایی کره (انگلیسی: Korean Reinsurance Company) شرکت خدمات مالی کره‌ای است، که در سال ۱۹۶۳ تأسیس شد.